# Kék golgotavirág
A kék golgotavirág (Passiflora caerulea) Dél-Amerikában (Argentína, Paraguay, Uruguay és Brazília) őshonos zárvatermő növényfaj. Több mint 10 méteresre is megnövő, fásszárú, lombhullató vagy félörökzöld, kacsos szárú növény, tenyérszerű levelekkel és illatos kék-fehér virágokkal, melyeken sugárirányú szálak találhatóak. Narancsszínű, ovális gyümölcse – mely kb. 6 cm-esre nő meg – ehető, de jellegtelen ízű.

## Elnevezése
Népszerűségéből és mutatós voltából kifolyólag számos köznapi elnevezéssel rendelkezik. Paraguayban guarani nyelven a mburucuyá elnevezést kapta. Egyéb elnevezései: golgotavirág, passiógyümölcs. Latin nevében a caerulea szó jelentése kék, és a virágon található kék színű sugárirányú szálakra utal.

## Jellemzői
A kék golgotavirág fás szárú növény, és ahol van mire felkúsznia, akár 15–20 m magasságig is megnő. Levelei váltakozó állásúak, ötkaréjúak, tenyérszerűek (előfordul néha három- és hétkaréjos levél is), 10–18 cm hosszúak és szélesek. A levelek tövében 5–10 cm hosszú kacsok találhatóak, melyekkel a gazdanövény köré fonódva kapaszkodni tud. Virága összetett, körülbelül 10 cm átmérőjű, öt hasonló, fehér színű csésze- és sziromlevélből áll, melyeken kék vagy lila szálakból álló korona található, aztán öt zöldessárga porzó és három lila bibe. Termése 6 cm hosszú, 4 cm átmérőjű, sárgásnarancs színű ovális bogyó, mely nagyszámú magot tartalmaz; a magvakat a madarak és emlősök a gyümölcs elfogyasztásával terjesztik. Emberi fogyasztásra is alkalmas, de íze jellegtelen. Trópusi éghajlaton egész évben virágzik.

## Termesztése
A kék golgotavirágot gyakran ültetik, akár falakra, akár a földön futtatva. Az enyhe időjárású területeken szabad ég alatt is megél, és ha nem vágják le, a kapaszkodó hajtások folyamatosan jelennek meg, így terjedése túlzott méreteket ölthet. A Royal Horticultural Society díját, az Award of Garden Meritet is megkapta.

## Változatok
- ‘Chinensis’ (halványabb kék szálakkal)
- ‘Constance Elliott’ (tiszta fehér, illatos virágokkal)
- ‘Grandiflora’ (20 cm-es átmérőjű virágokkal)
- ‘Hartwiesiana’ (fehér virágokkal)
- ‘Regnellii’ (nagyon hosszú szálakkal)

Számos hibridet hoztak létre belőle.

## Egyéb használata
Habár a gyümölcs ehető, nyersen majdnem íztelen. A szedret helyettesítik vele. Virágából teát lehet főzni, mely enyhíti a stresszt és a szorongást. Habár levelében cianogén glikozidokat (tetrafillin B-t és epi-tetrafillin B-t) találtak, melyek enzimek hatására hidrogén-cianidot szabadítanak fel.

## Kulturális vonatkozások
A golgotavirág Paraguay nemzeti virága. A virág bonyolult szerkezete ihlette a keresztény szimbolizmust, minden egyes részével Krisztus passiójának egy-egy részét jelképezve.

## Képek

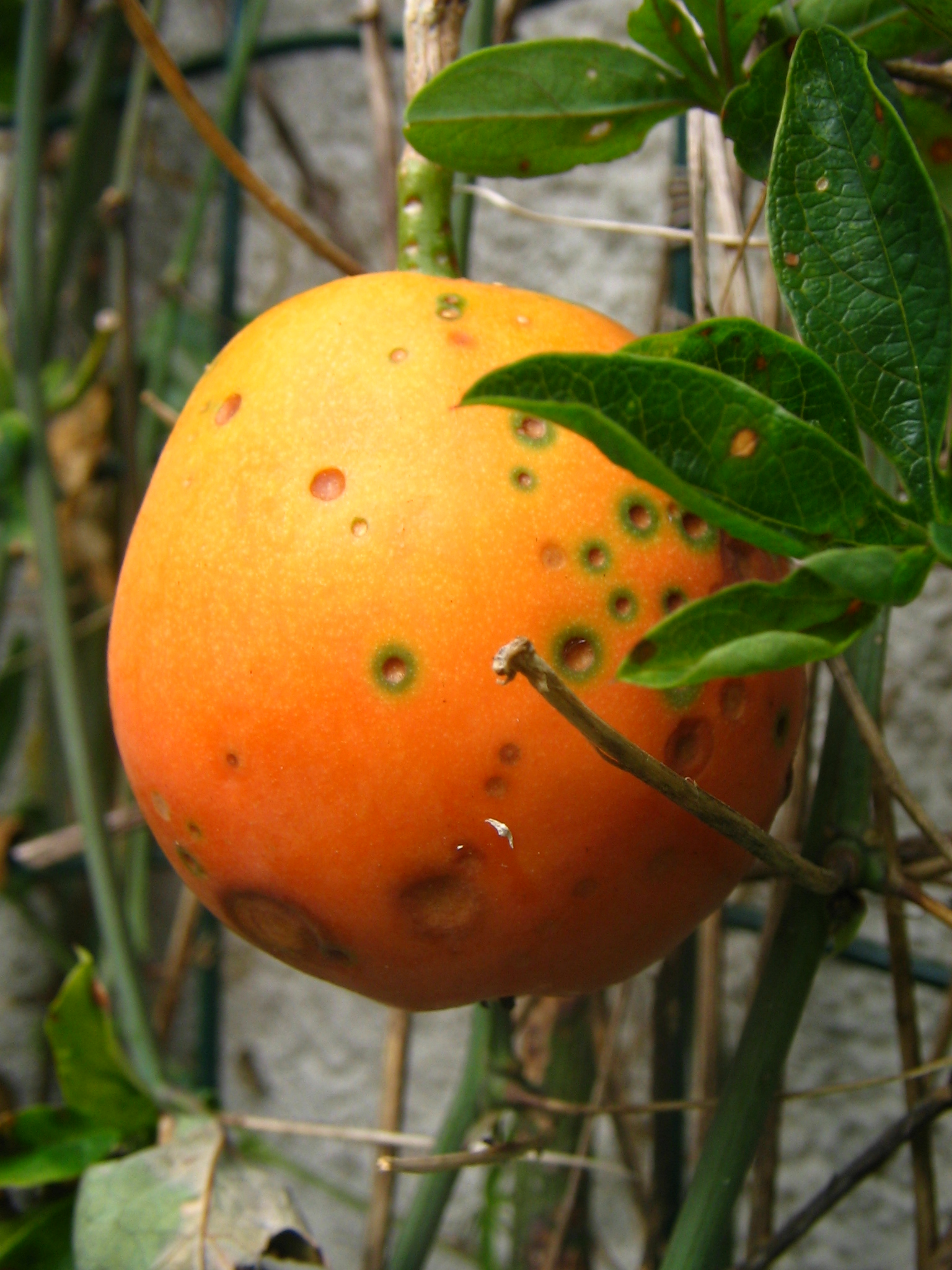
gyümölcse
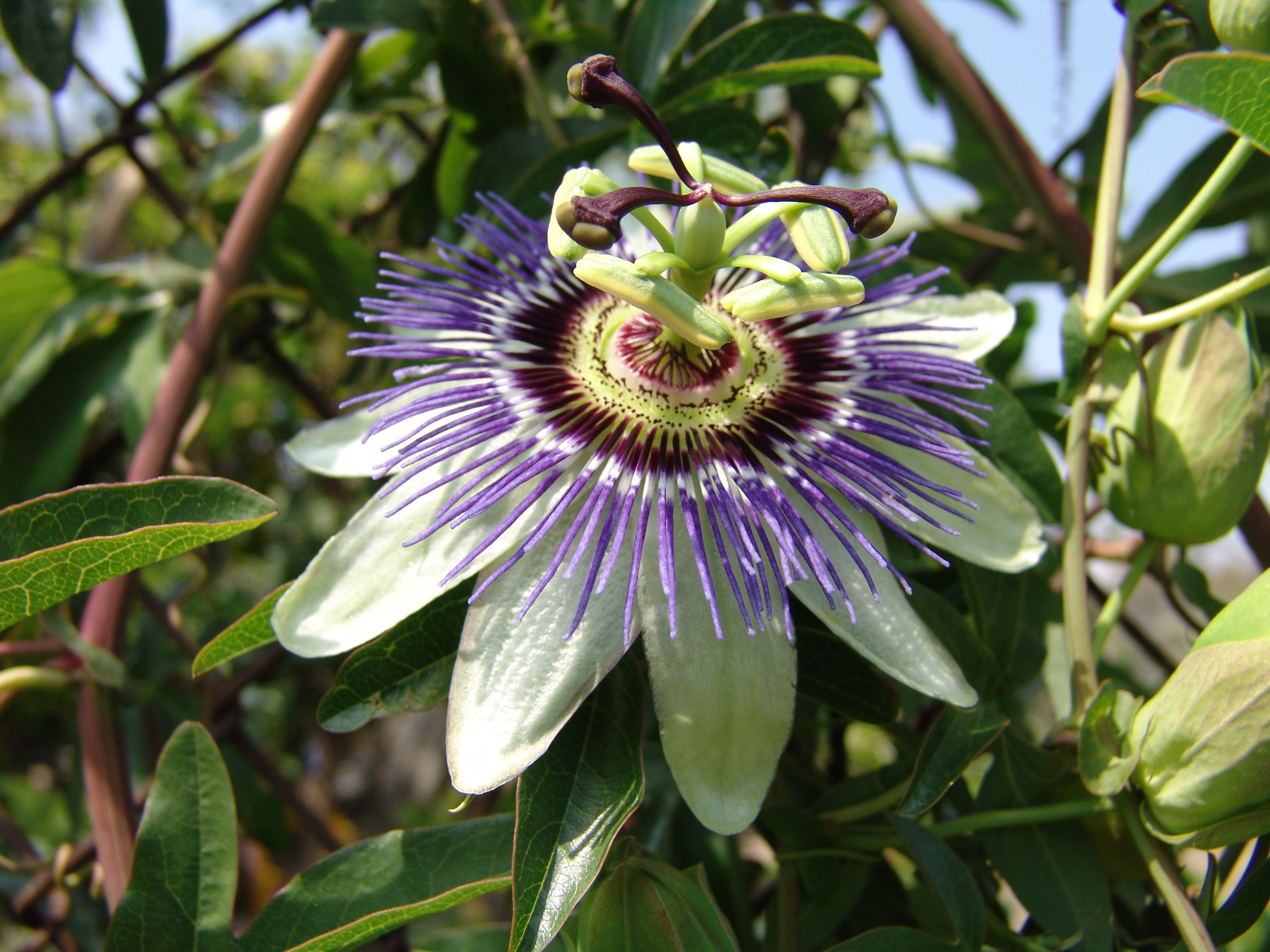
virága
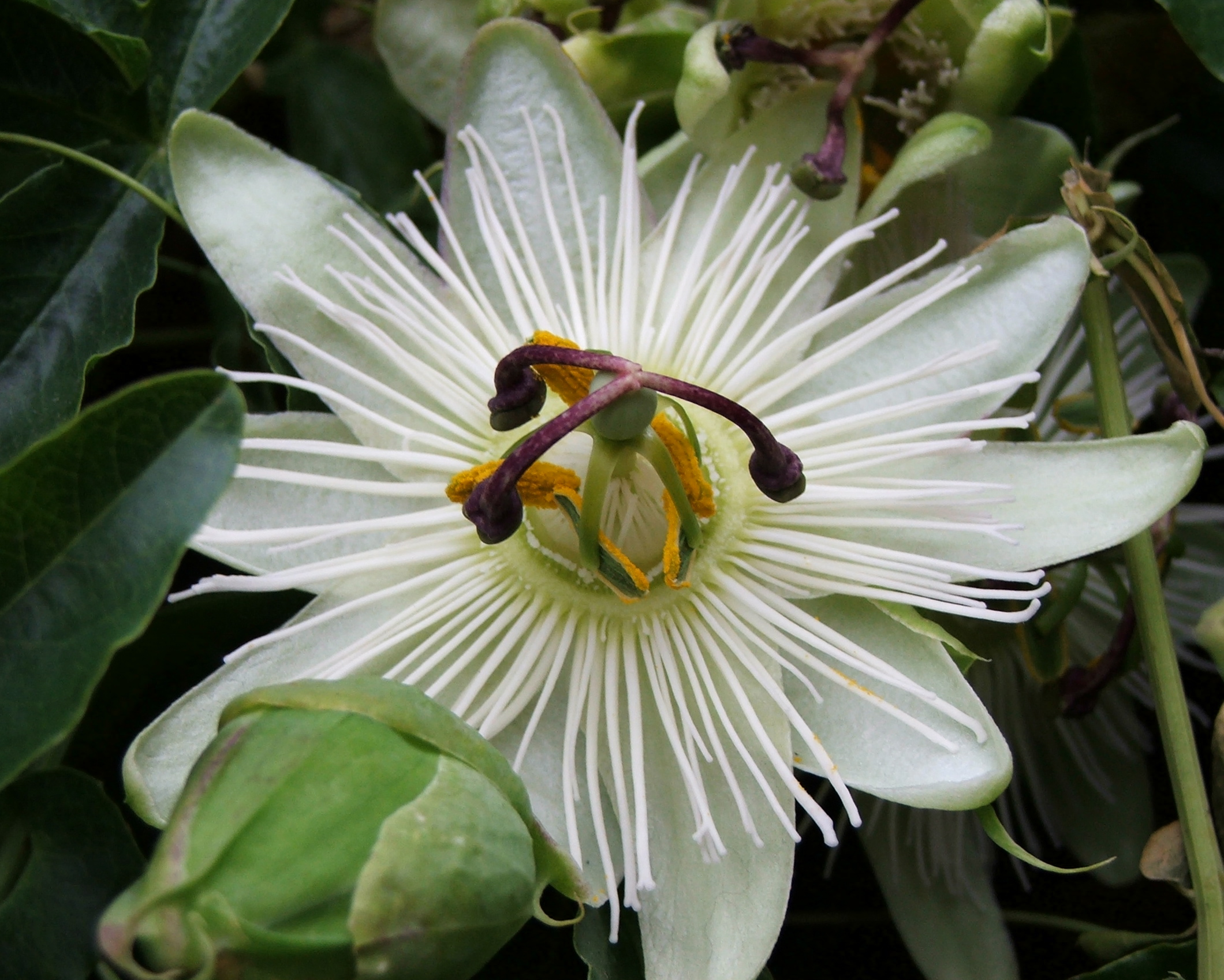
a Constance Elliot virága

## Fordítás
- Ez a szócikk részben vagy egészben a Passiflora caerulea című angol Wikipédia-szócikk ezen változatának fordításán alapul.  Az eredeti cikk szerkesztőit annak laptörténete sorolja fel. Ez a jelzés csupán a megfogalmazás eredetét és a szerzői jogokat jelzi, nem szolgál a cikkben szereplő információk forrásmegjelöléseként.